# Трактриса

Общий вид графика

Трактри́са (линия влечения) — (от лат. trahere — тащить) — плоская трансцендентная кривая, для которой длина отрезка касательной от точки касания до точки пересечения с фиксированной прямой является постоянной величиной.
Такую линию описывает (при некоторых допущениях, см. ниже) предмет, волочащийся на верёвке длины a за точкой, движущейся по оси абсцисс.
Трактриса также является кривой погони.

## Механическая интерпретация

Трактриса — траектория одного конца стержня, который тянут за другой конец

Механически трактриса может быть определена как «линия влечения» , то есть линия, по которой вынуждено двигаться по горизонтальной поверхности некое массивное тело под действием силы натяжения нити постоянной длины, другой конец которой движется равномерно вдоль некоторой оси. Однако это верно лишь в предельном случае при приближении значения {\displaystyle {{v^{2}} \over {\mu ga}}} к нулю, где {\displaystyle v} — скорость с которой тянут нить, а {\displaystyle \mu } — коэффициент трения. Таким образом, при достаточно большом трении и достаточно маленькой скорости предмет будет волочиться с хорошей точностью по трактрисе.
Аналогичный результат верен и для вязкого трения (например, для лодки, которую тянет вдоль берега идущий по нему человек); в этом случае требуется близость к нулю значения {\displaystyle {mv \over ba}}, где {\displaystyle m} — масса движимого тела, а {\displaystyle b} — коэффициент сопротивления жидкости. Здесь для близости реальной траектории к трактрисе нужна ещё и достаточно малая масса движимого тела.

## Уравнения
- Параметрическое описание:
{\displaystyle x=\pm \ a\cdot \left(\ln {\operatorname {tg} {\frac {t}{2}}}+\cos t\right),}
{\displaystyle y=a\cdot \sin t,\quad t\in [0,{\frac {\pi }{2}}].}
- Другое параметрическое описание:
{\displaystyle x=t-\mathop {\rm {th}} (t)=t-{\tfrac {e^{t}-e^{-t}}{e^{t}+e^{-t}}},}
{\displaystyle y=1/{\mathop {\rm {ch}} (t)}={\tfrac {2}{e^{t}+e^{-t}}}.}
- Уравнение в декартовых координатах:

Эволюта трактрисы — цепная линия

{\displaystyle x=\int \limits _{y}^{a}{\frac {\sqrt {a^{2}-t^{2}}}{t}}\,dt=\pm \ \left(a\ln {{a+{\sqrt {a^{2}-y^{2}}}} \over y}-{\sqrt {a^{2}-y^{2}}}\right)}, при {\displaystyle y\in (0,a)}

## Свойства

Эвольвента цепной линии

- Площадь, ограниченная трактрисой и её асимптотой:
{\displaystyle S={{\pi a^{2}} \over 2}}
- Длина дуги, от точки (0 ; a) до произвольной точки трактрисы:
{\displaystyle s_{l}=-a\ln \sin t}
- Радиус кривизны:
{\displaystyle R=a\;\operatorname {ctg} \;t}
- Поверхность вращения трактрисы вокруг своей асимптоты (оси x), является псевдосферой.
- Эволюта (огибающая нормалей): {\displaystyle y(x)=a~\operatorname {ch} {\frac {x}{a}}} (цепная линия)
- При {\displaystyle a>0,\ 0<t<{\pi }} трактриса имеет отрезок касательной постоянной длины, равный {\displaystyle a}.
- При {\displaystyle x=0} трактриса имеет особую точку типа касп.

## История
Первое исследование трактрисы (1670 год) принадлежит французскому инженеру, врачу и любителю математики Клоду Перро, брату знаменитого сказочника.
Позже, её исследовали Ньютон (1676), Гюйгенс (1692) и Лейбниц (1693).
В 1839—1840 годах, Миндинг доказал, что поверхность вращения трактрисы, так называемая псевдосфера, имеет постоянную отрицательную гауссову кривизну, позже Бельтрами обратил внимание на то, что псевдосфера даёт локальную модель геометрии Лобачевского.